# Brania mediodentata
Brania mediodentata är en ringmaskart som beskrevs av Westheide 1974. Brania mediodentata ingår i släktet Brania och familjen Syllidae. Inga underarter finns listade i Catalogue of Life.